# Marko Aurelije
Marko Aurelije, lat. Imperator Caesar Marcus Aurelius Antoninus Augustus, rođen kao Marcus Annius Catilius Severus  (Rim, 26. travnja 121. – Vindobona (Beč), 17. ožujka 180.), vladao od godine 161. do smrti (po jednima od raka, po drugima od malarije), rimski car i filozof. 
Pesimističke crte njegove stoičke filozofije javljaju se u razdoblju opadanja moći Rimskog Carstva, pa se u njegovim kontemplacijama o pokvarenosti i taštini svijeta i o prolaznosti i kratkom trajanju ljudskog života pokazuju elementi fatalizma karakteristični za to povijesno razdoblje, a u izvjesnom smislu i za stoičku rimsku filozofiju u cjelini. 
"Vrijeme je ljudskog života trenutak; bit tog života je vječiti tijek; osjet je nejasan; struktura čitavog tijela trošna; duša – nepostojana; sudbina – zagonetna; slava – nepouzdana. Jednom riječju, sve što se odnosi na tijelo slično je rijeci; sve što se odnosi na dušu – snu i dimu."
Sve se zbiva ne samo u skladu s određenim poretkom već i u skladu s optimalnom pravednošću. Njegovo jedino djelo "Samomu sebi", napisano na grčkom jeziku i nastalo na bojnim pohodima koje je car vodio tijekom cijeloga života (na jednome od njih je i umro, pretpostavlja se od malarije), filozofski je dnevnik u kojem se jasno ističu pomirljive tendencije njegove filozofije, kao i težnja k etičkom usavršavanju. Čak je i zlo u svijetu, po Marku Aureliju, dio svjetskog božanskog plana, i u ovom savršenom i harmoničnom svijetu ono je samo prirodna pojava koja ulazi u svjetski poredak stvari. Onaj, međutim, koji narušava taj poredak čini nepravdu, jer iz razumnosti svega postojećeg proizlazi potreba o pokoravanju postojećim zakonima. Život je prolazni trenutak: 
"Zato provedi taj trenutak vremena u skladu s prirodom, a zatim se rastani sa životom isto onako lako kao što pada zrela maslina: slaveći prirodu koja ju je rodila i puna zahvalnosti prema drveću koje ju je odgojilo."
Kao što je Bertrand Russell primijetio, čitajući Marka Aurelija jasno osjećamo dah jednoga umornoga i zasićenoga doba, doba kojega su najbolji protagonisti tražili utjehu u etici pasivizma i fatalizma. Stavimo li careve "Meditacije" pokraj Descartesovih, odmah je uočljiva razlika između jedne ere koja ide kraju i druge, pune nade i vjere u budućnost.
Marko Aurelije je posljednji car iz perioda znanog kao Pet dobrih careva (96. – 180.). Skoro čitava njegova vladavina ispunjena je ratovima. Godine 162. partski kralj Vologaz III. je napao Armeniju i učvrstio na prijestolju svog kandidata. Namjesnik provincije Kapadokije mu je pokušao pružiti otpor, ali je poginuo u bitki. Partske postrojbe upale su u Siriju i napale sirske gradove. Rimljani su zauzeli Armeniju, a zatim i Mezopotamiju. Rimska vojska je prešla Tigris i upala u Mediju. Međutim, u postrojbama se iznenada pojavila kuga, koja je Rimljanima nanijela velike gubitke. Rat je završio 166. Armenija je ponovno postala kraljevina. Veliki dio osvojenog teritorija vraćen je Partskom kraljevstvu. Pod rimskom vlašću ostao je samo sjeverozapadni dio Mezopotamije. U Arabiji je sagrađen limes.
Već 167. na teritorij carstva provaljuju Markomani, Kvadi i Sarmati. Marko Aurelije je pripremio novi pohod, ali je već na njegovom početku umro Aurelijev vojskovođa i suvladar Lucije Var. Rat je završio pobjedom Rimljana 175., a dio barbara naseljen je na rimskom teritoriju. 
Rat s Kvadima i Markomanima je obnovljen 177. i Marko Aurelije kreće u novi pohod. I ovaj je pohod završio pobjedom Rimljana, ali se car razbolio i umro na području današnjeg Beča. Naslijedio ga je nesposobni sin Komod (180. – 31. prosinca 192.).
| Prethodnik Antonin Pio (138. – 161.) | Rimski carevi | Nasljednik Komod (180. – 193.) |

## Relevantni članci
- Filozofija
- Stoicizam
- Antički filozofi
- Helenističko-rimska filozofija